# 2647 Sova
2647 Sova (1980 SP) là một tiểu hành tinh vành đai chính được phát hiện ngày 29 tháng 9 năm 1980 bởi Z. Vavrova ở Klet.